# Parabathynomus natalensis
Parabathynomus natalensis är en kräftdjursart som beskrevs av Barnard1924. Parabathynomus natalensis ingår i släktet Parabathynomus och familjen Cirolanidae. Inga underarter finns listade i Catalogue of Life.